# Richard Meier (Politiker, 1878)

Richard Meier

Richard Meier (* 23. November 1878 in Arnsfeld, Erzgebirge; † 25. Januar 1933 in Berlin) war ein deutscher Politiker der SPD und Gewerkschaftsfunktionär. Er war Mitglied der Weimarer Nationalversammlung (1919/20) und des Reichstages (1918, 1920–24 und 1932–33).

## Leben und Beruf
Nach dem Besuch der Volksschule in Arnsfeld erlernte Meier, der evangelisch-lutherischen Glaubens war, von 1893 bis 1896 den Beruf des Brauers in Leubsdorf. Während seines Wehrdienstes beim 2. Grenadier-Regiment 101 in Dresden 1909 wurde er so schwer verletzt, dass er als Invalide entlassen wurde. Er wurde 1910 hauptamtlicher Parteisekretär der SPD im Agitationsbezirk Zwickau. Ab 1927 war er Vorstandsmitglied und ab 1930 stellvertretender Vorsitzender des Verbandes der Lebensmittel- und Getränkearbeiter Deutschlands.

## Abgeordneter
In einer Nachwahl am 13. Mai 1918 wurde Meier im Wahlkreis Sachsen 18 noch in den Reichstag des Kaiserreiches gewählt. 1919/20 gehörte er der Weimarer Nationalversammlung an. Anschließend war Meier bis Mai 1924 und erneut von Juli 1932 bis zu seinem Tode wieder Reichstagsabgeordneter. Während der Reichsexekution gegen Sachsen war er von Oktober 1923 bis Februar 1924 Zivilkommissar für den Wehrkreis IV (Dresden).